# Camillo Artom
Camillo Artom (Asti, 6 giugno 1893 – Winston-Salem, 3 febbraio 1970) è stato un medico italiano naturalizzato statunitense.
Di origine ebraica, è stato uno dei massimi specialisti in biochimica della sua generazione.

## Biografia
Camillo Artom nasce ad Asti in una famiglia ebraica italiana. Terminate le scuole superiori si iscrive alla Facoltà di medicina dell'Università di Roma. Prosegue gli studi medici anche durante gli anni della prima guerra mondiale, alla quale partecipa come sottufficiale nel corpo degli alpini. Nel 1917 si laurea presso l'Università di Padova, e viene promosso ufficiale dei corpi di sanità, ottenendo anche la decorazione della croce di guerra italiana e di quella rumena, per la prontezza con la quale identifica ed argina una epidemia tifoidea nella legione rumena.
Congedatosi dall'esercito nel 1920, si dedica a tempo pieno alla ricerca scientifica. Nel 1923 consegue la libera docenza in fisiologia presso l'Università di Messina e si trasferisce come assistente di Ugo Lombroso all'istituto di fisiologia dell'Università di Palermo, conseguendo nel 1926 anche la libera docenza in biochimica. Trascorsi alcuni anni di ricerca a Francoforte e Amsterdam, è nominato professore di Fisiologia presso l'Università di Cagliari (1930-1935). Torna quindi all'Università di Palermo (1935-1938), chiamatovi a dirigere l'istituto di fisiologia che Ugo Lombroso aveva lasciato per trasferirsi a Genova.
La promulgazione delle leggi razziali fasciste del 1938 interrompe bruscamente la carriera italiana di Artom. Al pari di altri colleghi, come Salvatore Luria, Massimo Calabresi, Pietro P. Foa, e Silvano Arieti, Artom si rivolge con speranza all'aiuto che può essergli offerto da istituzioni americane. Nonostante le difficoltà frapposte dal regime fascista per bloccarne l'espatrio, riesce ad ottenere un incarico presso il Dipartimento di Biochimica della Facoltà di Medicina della Wake Forest University in North Carolina. Grazie alla sua presenza il piccolo centro di formazione medica universitaria si trasforma gradualmente in un importante centro di ricerca, la Bowman Gray School of Medicine, che egli dirige fino al suo pensionamento. Nonostante le molte opportunità di trasferimento ad altro centro, Artom non lascerà più l'università che lo ha accolto in un momento così tragico della sua vita salvando lui e la sua famiglia dalle persecuzioni razziali della guerra. Anche sua moglie Bianca Ara Artom insegna alla Wake Forest University, come professoressa di italiano.
L'interesse scientifico di Camillo Artom si concentra sul metabolismo lipidico, della biosintesi dei fosfolipidi, degli effetti biologici delle radiazioni e dell'impiego degli isotopi radioattivi come rivelatori di sintesi biologiche. Ha lasciato una produzione di circa duecento titoli di pubblicazioni scientifiche.
Divenuto professore emerito nel 1963, Artom continua la sua attività e insegnamento fino alla morte nel 1970.
L'11 luglio 1974, la Wake Forest University Venice House è stata dedicato alla memoria di Camillo Artom. Nel maggio 1975 una borsa di studio, creata da amici, colleghi e familiari, è stata intitolata in memoria di Camillo e Bianca Artom, a sostegno ogni anno di uno studente di dottorato in medicina e di uno in biochimica.
L'archivio personale del Prof. Artom è attualmente custodito presso la Wake Forest University.